# Kanton Clermont-Ferrand-Sud-Ouest
Kanton Clermont-Ferrand-Sud-Ouest (fr. Canton de Clermont-Ferrand-Sud-Ouest) je francouzský kanton v departementu Puy-de-Dôme v regionu Auvergne. Tvoří ho pouze jihozápadní část města Clermont-Ferrand.